# 24 Pułk Piechoty (LWP)
24 pułk piechoty (24 pp) – oddział piechoty ludowego Wojska Polskiego.

## Formowanie i zmiany organizacyjne
Pułk był formowany dwukrotnie, latem i jesienią 1944 roku, w oparciu o sowiecki etat Nr 04/501 pułku strzelców gwardii.
Po raz drugi 24 pułk piechoty rozpoczęto formować w październiku 1944 roku w Białce, w składzie 11 Dywizji Piechoty. 15 listopada 1944 roku zalążek pułku liczył 60 żołnierzy, w tym 20 oficerów i 40 szeregowców. Stanowiło to nieco ponad 2% stanu etatowego. 15 listopada 1944 roku została podjęta decyzja o zaniechaniu formowania 3 Armii, a tym samym 24 pp. Do końca listopada jednostka została rozformowana, a żołnierze w większości wcieleni do 10 DP i 5 BSap.